# Cladocarpus indicus
Cladocarpus indicus är en nässeldjursart som beskrevs av Rees och Vervoort 1987. Cladocarpus indicus ingår i släktet Cladocarpus och familjen Aglaopheniidae.
Artens utbredningsområde är Indiska oceanen. Inga underarter finns listade i Catalogue of Life.